# Chalepides pardytis
Chalepides pardytis är en skalbaggsart som beskrevs av Roger Paul Dechambre 2003. Chalepides pardytis ingår i släktet Chalepides och familjen Dynastidae. Inga underarter finns listade i Catalogue of Life.